# Limnophila villifera
Limnophila villifera är en grobladsväxtart. Limnophila villifera ingår i släktet Limnophila och familjen grobladsväxter.

## Underarter
Arten delas in i följande underarter:
- L. v. gracilipes
- L. v. villifera